# Anatolij Alekszejevics Kotyesev
Anatolij Alekszejevics Kotyesev (oroszul: Анатолий Алексеевич Котешев) (Novoszibirszk, 1944. július 16. –) szovjet színekben világbajnok, olimpiai ezüstérmes orosz tőrvívó.